# The Wyatt Sicks
The Wyatt Sicks (estilizado como Wyatt Sick6) son un stable de lucha libre profesional que se presenta en la WWE, en la marca SmackDown. El grupo está compuesto por el líder Bo Dallas, también conocido como Uncle Howdy, y los miembros Erick Rowan, Dexter Lumis, Joe Gacy y Nikki Cross, actualmente son los Campeones en Parejas de la WWE, en su primer reinado en individual y por equipos.
Los orígenes del grupo se remontan a Bray Wyatt, el hermano de Dallas en la vida real que murió en agosto de 2023. Wyatt había regresado a la WWE en octubre de 2022 y se alió con Uncle Howdy, un nuevo personaje interpretado por Dallas, con planes de finalmente formar un nuevo stable que según informes incluiría versiones de la vida real de los personajes de marionetas de la Firefly Funhouse de Wyatt y que serían llamado «Wyatt 6». Después de la muerte de Wyatt, el personaje de Howdy permaneció en pausa hasta su regreso en junio de 2024, junto con Rowan, Lumis, Gacy y Cross, formando The Wyatt Sicks (un juego de palabras de «Wyatt 6/Six»), con los otros miembros interpretando los personajes títeres: Rambling Rabbit, Mercy the Buzzard, Huskus the Pig Boy y Abby the Witch, respectivamente. A partir del episodio del 24 de junio de 2024 de Raw, Howdy comenzó a aparecer como Bo Dallas, esta vez una versión en kayfabe de su identidad en la vida real, Taylor Rotunda, similar al último gimmick de su hermano durante su última período en la WWE.

## Historia

### Formación
Después del regreso de Windham Rotunda a la WWE —quien trabajó como Bray Wyatt— en Extreme Rules en octubre de 2022, estuvo acompañado por un personaje misterioso que Wyatt identificó solo como «Uncle Howdy», interpretado por el hermano de Windham en la vida real, Taylor, quien era anteriormente conocido por aparecer en la WWE como Bo Dallas. Uncle Howdy hizo numerosas apariciones, especialmente en segmentos que involucraron el feudo de Wyatt y Alexa Bliss con Bianca Belair en enero de 2023; Bliss estuvo involucrada anteriormente en una storyline con Wyatt antes de que Wyatt dejara la WWE en 2021. Wyatt y Howdy aparecieron juntos por última vez en el episodio del 17 de febrero de 2023 de SmackDown, donde Wyatt y Howdy atacaron a Hit Row, seguido de Wyatt desafiando al ganador de Brock Lesnar vs. Bobby Lashley, que tuvo lugar en Elimination Chamber de ese año, a un combate en WrestleMania 39. Esta también sería la última aparición física de Wyatt, ya que poco después fue retirado de la televisión debido a una enfermedad no revelada hasta ese momento. Uncle Howdy tuvo una aparición más en el episodio de SmackDown de la semana siguiente, donde confrontó a Lashley, quien había ganado en Elimination Chamber, antes de que se abandonara la storyline debido a la ausencia indefinida de Wyatt. Wyatt murió el 24 de agosto a la edad de 36 años debido a un problema del corazón exacerbado a causa del COVID-19, y posteriormente Uncle Howdy fue eliminado de la programación de la WWE. Durante el documental de abril de 2024 Bray Wyatt: Becoming Immortal, Taylor mostró las ideas inacabadas que había dejado Windham. También insinuó el regreso de Uncle Howdy, como se ve durante el final del documental en el que se ve la silueta de Howdy de pie detrás de la linterna de Wyatt. Antes de la muerte de Wyatt, se había especulado en línea que él y Howdy formarían una nueva versión de The Wyatt Family llamada Wyatt 6, que incluiría versiones de la vida real de sus personajes de marionetas de Firefly Funhouse, que se habían visto en su regreso en Extreme Rules y en el Royal Rumble 2023.
A principios de 2024, WWE lanzó un juego de realidad alternativa apodado «Nightbird». Durante los meses siguientes, se transmitieron viñetas en eventos en vivo y durante las pausas comerciales de programas televisados, acompañadas de fallas de producción al son de una canción de Marti Amado llamada «Nightbird». Además, después de WrestleMania XL en abril de 2024, aparecieron breves distorsiones de pantalla en varios momentos durante la programación de la WWE, y cada error mostraba un código QR que conducía a sitios web que contenían imágenes, minijuegos y acertijos que hacían referencia vaga al regreso de Uncle Howdy, además de su stable (muy similar a cómo Wyatt regresó en Extreme Rules 2022). En algunos casos, Howdy se hizo cargo de los perfiles de redes sociales de la WWE y otras vías. Esto incluyó casos como la inclusión de un código QR para WWE 2K24 que apareció al iniciar el juego.
Al final del episodio del 17 de junio de 2024 de Raw, las luces de la arena se apagaron y apareció una puerta en el escenario, similar a cómo Wyatt regresó en Extreme Rules 2022. La puerta se abrió para revelar a Nikki Cross arrastrándose desde la puerta hacia la linterna de Wyatt, antes de levantarse y dirigirle al camarógrafo que fuera detrás del escenario, donde se mostró que numerosos miembros anónimos del personal detrás del escenario de la WWE, varios miembros del personal de seguridad y Chad Gable, habían sido brutalmente atacados. Erick Rowan, Dexter Lumis y Joe Gacy fueron vistos de pie junto a la masacre en varios puntos, antes de finalmente revelar a Uncle Howdy, quien condujo al grupo al escenario hacia Cross antes de agarrar la linterna y apagarla, de manera similar a Wyatt. Luego se reveló que el grupo se llamaba Wyatt Sicks (un juego de palabras de «Wyatt 6/Six»), con Cross, Rowan, Lumis y Gacy interpretando a los respectivos personajes de Firefly Funhouse, Abby the Witch, Ramblin' Rabbit, Mercy the Buzzard y Huskus the Pig. En el episodio del 24 de junio de Raw, Bo Dallas apareció siendo «entrevistado» por su alter ego, Uncle Howdy, lamentando la muerte de su hermano Bray Wyatt.

## Miembros

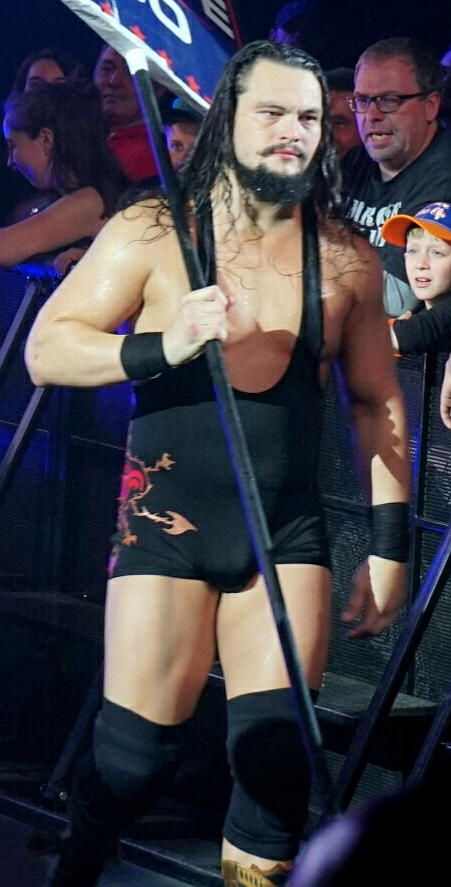
Bo Dallas/Uncle Howdy
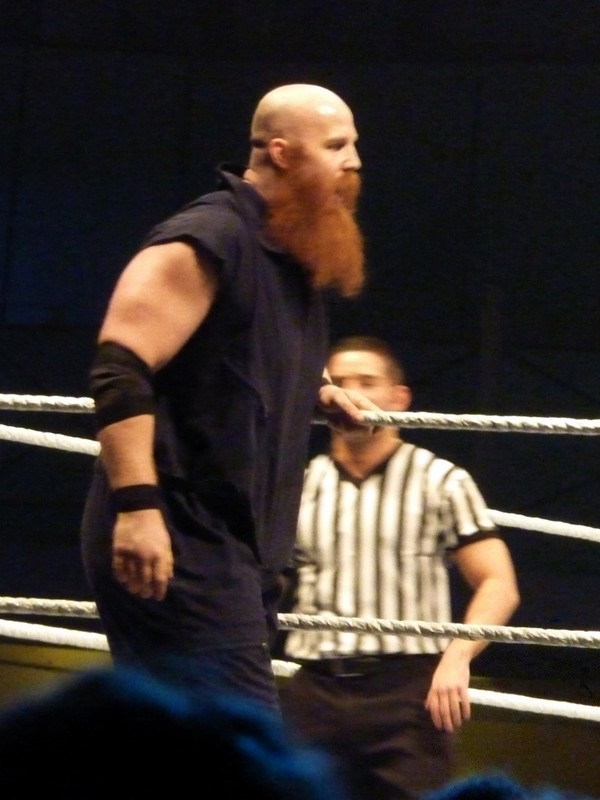
Erick Rowan
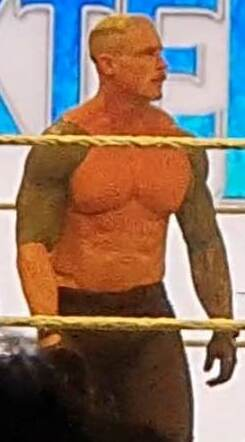
Dexter Lumis
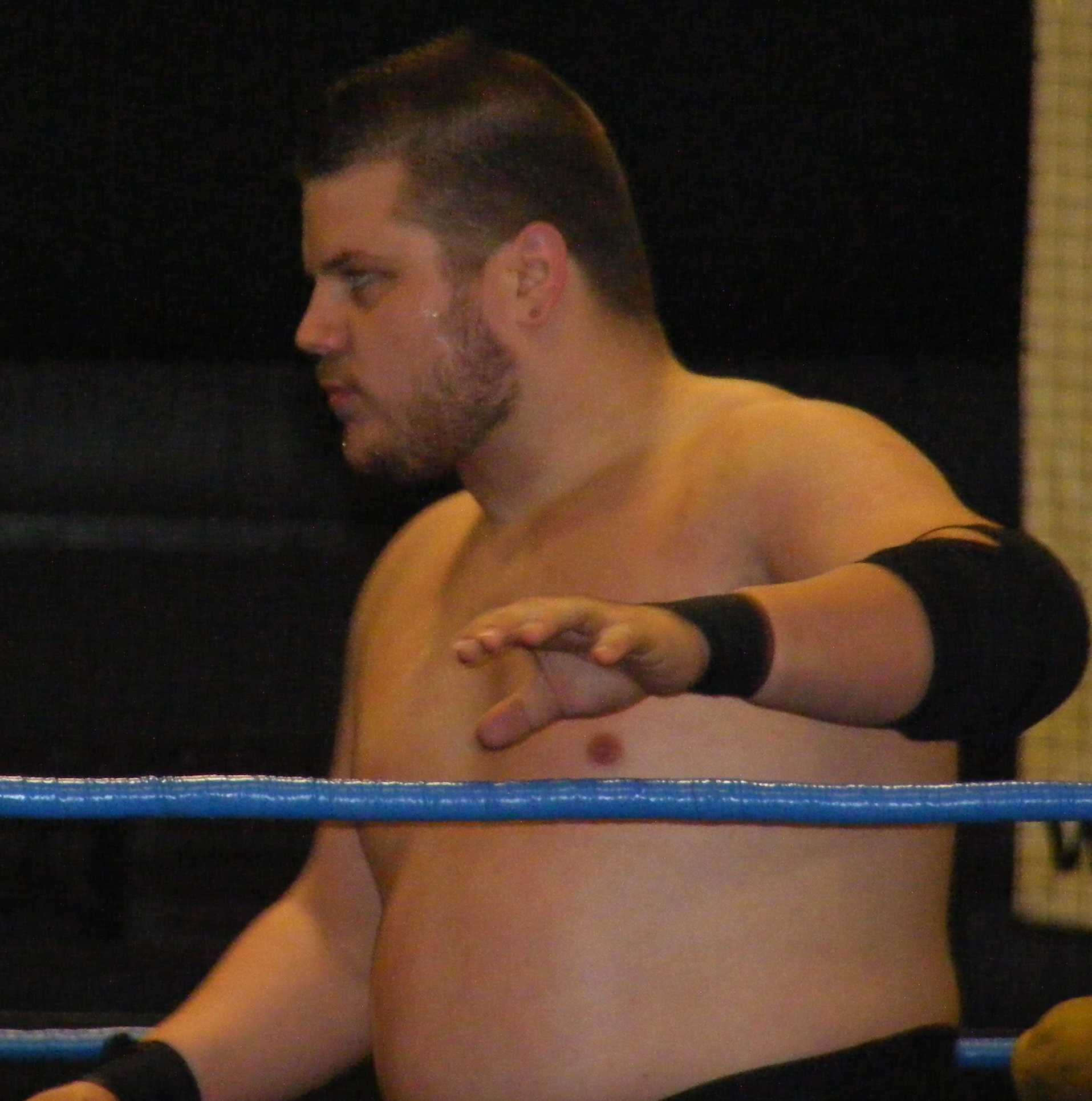
Joe Gacy
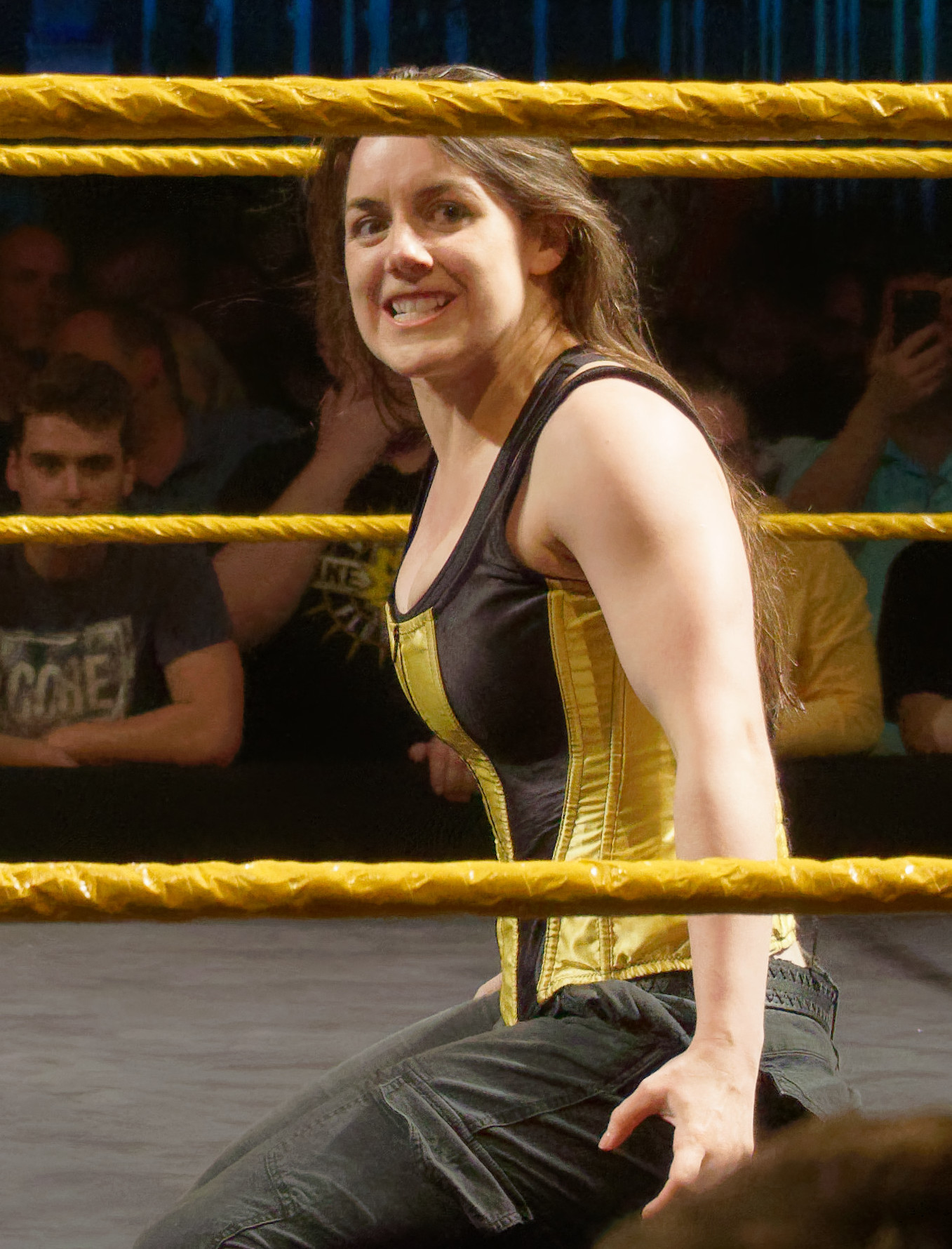
Nikki Cross

| L | Líder                |
| M | Mánager              |
| * | Miembros fundadores) |

| Miembros | Miembros                       | Inicio              |
| -------- | ------------------------------ | ------------------- |
| *L       | Bo Dallas/Uncle Howdy          | 17 de junio de 2024 |
| *        | Erick Rowan/Rambling Rabbit    | 17 de junio de 2024 |
| *        | Dexter Lumis/Mercy the Buzzard | 17 de junio de 2024 |
| *        | Joe Gacy/Huskus the Pig        | 17 de junio de 2024 |
| *        | Nikki Cross/Abby the Witch     | 17 de junio de 2024 |

## Campeonatos y logros
- WWE
  - WWE Tag Team Championship (1 vez, actual) — Gacy & Lumis